# Sobre a Prática
Sobre a Prática (Chinês simplificado: 实践论; pinyin: Shíjiànlùn) é um livro chinês escrito por Mao Tsé-tung em 1937, durante a guerra civil chinesa. O texto toma a forma de um curto ensaio sobre epistemologia, no qual Mao defende uma analise materialista-dialética da formação do conhecimento humano, que tem como base a centralidade da prática.
O texto reflete a interpretação do Marxismo-Leninismo desenvolvida por Mao em Yan'an após a Grande Marcha e, juntamente com Sobre a Contradição, tem origem em uma série conferências ditadas por Mao no Instituto Político e Militar Anti-Japonês, sob comando do Partido Comunista da China.

## Conteúdo
Na obra, Mao descreve o processo da geração de conhecimento como uma ascensão hierárquica, que se inicia na percepção sensorial ou "sensação." Após um acúmulo de dados empíricos na forma de sensação, ocorre um "salto" com a criação de "conceitos" que tratam da essência dos objetos, e não apenas de seus aspectos superficiais. Essa segunda etapa é chamada de "conhecimento lógico."
Mao considera que a sensação é completamente submissa à produção e à luta de classes, de forma que não haveria um conhecimento "neutro" e, portanto, que, "Cada forma de pensamento está invariavelmente marcada com o selo duma classe." O Marxismo, por exemplo, seria uma doutrina inerente e abertamente proletária, com sua origem na "experiência múltipla resultante da prática, a experiência adquirida ao longo duma luta prolongada" da classe operária, ainda que posteriormente sintetizada e generalizada por Marx e Engels.
Mao também identifica a centralidade da prática para moldar o conhecimento através da tentativa de alterar a realidade:
| “ | Se se deseja adquirir conhecimentos, há que tomar parte na prática que transforma a realidade. Se se quer conhecer o gosto duma pêra há que transformá-la, prová-la. Se se quer conhecer a estrutura e as propriedades do átomo, há que entregar-se a experiências físicas e químicas, modificar o estado do átomo. Se se quer conhecer a teoria e os métodos da revolução, há que participar na revolução. Todos os conhecimentos autênticos resultam da experiência directa. | ” |
|   | — Mao Tsé-Tung. |   |

Finalmente, Mao afirma sua oposição tanto ao Racionalismo quanto ao Empirismo, ainda assim afirmando que "cada uma dessas tendências oferece um aspecto da verdade."

## Impacto
Sobre a Prática, assim como Sobre a Contradição, se tornou um texto influente no marxismo, particularmente entre Marxistas-Leninistas, após a vitória da Revolução Chinesa. O livro teve uma grande influência em intelectuais marxistas franceses como Alain Badiou.
Sobre a Prática, assim como Sobre a Contradição, foi alvo de críticas por escritores marxistas de várias correntes. O professor e ativista Rip Bulkeley afirmou, em 1977, que a visão de Mao sobre epistemologia era apenas uma reescrita do Empirismo usando termos marxianos. Em 1980, o Projeto de Educação Marxista-Leninista, dos EUA, criticou uma simplificação excessiva que observaram em  Sobre a Prática, que daria ao texto um carater mecanicista.
Juntamente com outros escritos de Mao, Sobre a Prática veio a formar a base ideológica e filosófica do Maoismo, e foi discutido e reivindicado por uma variedade de organizações e partidos, desde o Partido Comunista do Brasil nos anos 1960 até o Sendero Luminoso no Peru nos anos 1980.

## Ligações Externas
- Tradução para o Português feita em 1952 pela Edições do Povo, em Xangai.